# Need Your Love So Bad
Need Your Love So Bad is een nummer van de Amerikaanse muzikant Little Willie John. Het nummer werd in 1955 uitgebracht op single. In 1968 werd het gecoverd door de Britse band Fleetwood Mac, die hun versie op 30 augustus van dat jaar op single uitbrachten.

## Achtergrond
Need Your Love So Bad is geschreven door Mertis John Jr., die het voor het eerst (op 20 september 1955) op liet nemen door zijn jongere broer Little Willie John. Diens versie bereikte in 1956 de 5e plaats in de Amerikaanse rhythm-and-blueslijsten, terwijl de B-kant Home at Last de 6e plaats in deze lijst behaalde. Johns Stop Messin' Around werd in 2000 gebruikt in de film Wonder Boys.
Little Willie John werd begeleid door: Robert "Bubber" Johnson (piano), Mickey Baker (gitaar), Milt Hinton ("The Judge", bas), Calvin Shields (drums), Willis Jackson en David Van Dyke (tenorsaxofoons) en Reuben Phillips (baritonsaxofoon).
Van het nummer werden veel coverversies gemaakt. In 1968 werd het gecoverd door Fleetwood Mac. Ze noteerden Little Willie John als schrijver van het nummer, wat een veel voorkomende vergissing is (Volgens de auteursrechtenmaatschappij BMI is het nummer geschreven door de beide broers). Hun producer Mike Vernon wilde een begeleiding met strijkers en benaderde Mickey Baker voor het arrangement. 
Deze opname gebeurde door: Peter Green (zang en gitaar), Jeremy Spencer (gitaar), John McVie (basgitaar), Mick Fleetwood (drums), David Keith McCallum Sr. en David Katz (violen).
De versie van Fleetwood Mac, met op de B-kant Stop Messin'Round, bereikte de 31e plaats in het Verenigd Koninkrijk. In Nederland was dit nummer hun eerste, en meteen grote, hit. Het bereikte de 7e plaats in de Nederlandse Top 40 in 1968 en de 12e plaats in deze lijst bij de heruitgave een jaar later. In 1969 verscheen het nummer voor het eerst op een album: de enkel in Groot-Brittannië uitgebrachte compilatie The Pious Bird of Good Omen. 
In 1995 nam Gary Moore een cover van het nummer op voor zijn album Blues for Greeny, dat de 48e plaats behaalde in het Verenigd Koninkrijk. Deze versie werd ook als single uitgebracht.
Voor en na Fleetwood Mac werd het lied gecoverd door onder anderen: Irma Thomas (1964), James Brown (1968), Robert Palmer, Whitesnake, Georgie Fame, B.B. King (als I Need Your Love), The Allman Brothers, Solomon Burke, Joe Cocker, John Lee Hooker, Eva Cassidy en Sting.

## Hitnoteringen
- Alle noteringen zijn behaald door de versie van Fleetwood Mac.

### Nederlandse Top 40
| Hitnotering week 1 t/m 13: 28-09-1968 t/m 21-12-1968 Hitnotering week 14 t/m 21: 27-09-1969 t/m 15-11-1969 | Hitnotering week 1 t/m 13: 28-09-1968 t/m 21-12-1968 Hitnotering week 14 t/m 21: 27-09-1969 t/m 15-11-1969 | Hitnotering week 1 t/m 13: 28-09-1968 t/m 21-12-1968 Hitnotering week 14 t/m 21: 27-09-1969 t/m 15-11-1969 | Hitnotering week 1 t/m 13: 28-09-1968 t/m 21-12-1968 Hitnotering week 14 t/m 21: 27-09-1969 t/m 15-11-1969 | Hitnotering week 1 t/m 13: 28-09-1968 t/m 21-12-1968 Hitnotering week 14 t/m 21: 27-09-1969 t/m 15-11-1969 | Hitnotering week 1 t/m 13: 28-09-1968 t/m 21-12-1968 Hitnotering week 14 t/m 21: 27-09-1969 t/m 15-11-1969 | Hitnotering week 1 t/m 13: 28-09-1968 t/m 21-12-1968 Hitnotering week 14 t/m 21: 27-09-1969 t/m 15-11-1969 | Hitnotering week 1 t/m 13: 28-09-1968 t/m 21-12-1968 Hitnotering week 14 t/m 21: 27-09-1969 t/m 15-11-1969 | Hitnotering week 1 t/m 13: 28-09-1968 t/m 21-12-1968 Hitnotering week 14 t/m 21: 27-09-1969 t/m 15-11-1969 | Hitnotering week 1 t/m 13: 28-09-1968 t/m 21-12-1968 Hitnotering week 14 t/m 21: 27-09-1969 t/m 15-11-1969 | Hitnotering week 1 t/m 13: 28-09-1968 t/m 21-12-1968 Hitnotering week 14 t/m 21: 27-09-1969 t/m 15-11-1969 | Hitnotering week 1 t/m 13: 28-09-1968 t/m 21-12-1968 Hitnotering week 14 t/m 21: 27-09-1969 t/m 15-11-1969 | Hitnotering week 1 t/m 13: 28-09-1968 t/m 21-12-1968 Hitnotering week 14 t/m 21: 27-09-1969 t/m 15-11-1969 | Hitnotering week 1 t/m 13: 28-09-1968 t/m 21-12-1968 Hitnotering week 14 t/m 21: 27-09-1969 t/m 15-11-1969 | Hitnotering week 1 t/m 13: 28-09-1968 t/m 21-12-1968 Hitnotering week 14 t/m 21: 27-09-1969 t/m 15-11-1969 | Hitnotering week 1 t/m 13: 28-09-1968 t/m 21-12-1968 Hitnotering week 14 t/m 21: 27-09-1969 t/m 15-11-1969 | Hitnotering week 1 t/m 13: 28-09-1968 t/m 21-12-1968 Hitnotering week 14 t/m 21: 27-09-1969 t/m 15-11-1969 | Hitnotering week 1 t/m 13: 28-09-1968 t/m 21-12-1968 Hitnotering week 14 t/m 21: 27-09-1969 t/m 15-11-1969 | Hitnotering week 1 t/m 13: 28-09-1968 t/m 21-12-1968 Hitnotering week 14 t/m 21: 27-09-1969 t/m 15-11-1969 | Hitnotering week 1 t/m 13: 28-09-1968 t/m 21-12-1968 Hitnotering week 14 t/m 21: 27-09-1969 t/m 15-11-1969 | Hitnotering week 1 t/m 13: 28-09-1968 t/m 21-12-1968 Hitnotering week 14 t/m 21: 27-09-1969 t/m 15-11-1969 | Hitnotering week 1 t/m 13: 28-09-1968 t/m 21-12-1968 Hitnotering week 14 t/m 21: 27-09-1969 t/m 15-11-1969 | Hitnotering week 1 t/m 13: 28-09-1968 t/m 21-12-1968 Hitnotering week 14 t/m 21: 27-09-1969 t/m 15-11-1969 | Hitnotering week 1 t/m 13: 28-09-1968 t/m 21-12-1968 Hitnotering week 14 t/m 21: 27-09-1969 t/m 15-11-1969 |
| Week | 1 | 2 | 3 | 4 | 5 | 6 | 7 | 8 | 9 | 10 | 11 | 12 | 13 | | 14 | 15 | 16 | 17 | 18 | 19 | 20 | 21 | |
| --- | --- | --- | --- | --- | --- | --- | --- | --- | --- | --- | --- | --- | --- | --- | --- | --- | --- | --- | --- | --- | --- | --- | --- |
| Nummer | 37 | 21 | 14 | 10 | 8 | 7 | 12 | 14 | 18 | 19 | 20 | 23 | 30 | uit | 38 | 23 | 18 | 13 | 12 | 15 | 25 | 36 | uit |

### Hilversum 3 Top 30
| Hitnotering week 1 t/m 9: 05-10-1968 t/m 30-11-1968 Hitnotering week 10 t/m 15: 04-10-1969 t/m 08-11-1969 | Hitnotering week 1 t/m 9: 05-10-1968 t/m 30-11-1968 Hitnotering week 10 t/m 15: 04-10-1969 t/m 08-11-1969 | Hitnotering week 1 t/m 9: 05-10-1968 t/m 30-11-1968 Hitnotering week 10 t/m 15: 04-10-1969 t/m 08-11-1969 | Hitnotering week 1 t/m 9: 05-10-1968 t/m 30-11-1968 Hitnotering week 10 t/m 15: 04-10-1969 t/m 08-11-1969 | Hitnotering week 1 t/m 9: 05-10-1968 t/m 30-11-1968 Hitnotering week 10 t/m 15: 04-10-1969 t/m 08-11-1969 | Hitnotering week 1 t/m 9: 05-10-1968 t/m 30-11-1968 Hitnotering week 10 t/m 15: 04-10-1969 t/m 08-11-1969 | Hitnotering week 1 t/m 9: 05-10-1968 t/m 30-11-1968 Hitnotering week 10 t/m 15: 04-10-1969 t/m 08-11-1969 | Hitnotering week 1 t/m 9: 05-10-1968 t/m 30-11-1968 Hitnotering week 10 t/m 15: 04-10-1969 t/m 08-11-1969 | Hitnotering week 1 t/m 9: 05-10-1968 t/m 30-11-1968 Hitnotering week 10 t/m 15: 04-10-1969 t/m 08-11-1969 | Hitnotering week 1 t/m 9: 05-10-1968 t/m 30-11-1968 Hitnotering week 10 t/m 15: 04-10-1969 t/m 08-11-1969 | Hitnotering week 1 t/m 9: 05-10-1968 t/m 30-11-1968 Hitnotering week 10 t/m 15: 04-10-1969 t/m 08-11-1969 | Hitnotering week 1 t/m 9: 05-10-1968 t/m 30-11-1968 Hitnotering week 10 t/m 15: 04-10-1969 t/m 08-11-1969 | Hitnotering week 1 t/m 9: 05-10-1968 t/m 30-11-1968 Hitnotering week 10 t/m 15: 04-10-1969 t/m 08-11-1969 | Hitnotering week 1 t/m 9: 05-10-1968 t/m 30-11-1968 Hitnotering week 10 t/m 15: 04-10-1969 t/m 08-11-1969 | Hitnotering week 1 t/m 9: 05-10-1968 t/m 30-11-1968 Hitnotering week 10 t/m 15: 04-10-1969 t/m 08-11-1969 | Hitnotering week 1 t/m 9: 05-10-1968 t/m 30-11-1968 Hitnotering week 10 t/m 15: 04-10-1969 t/m 08-11-1969 | Hitnotering week 1 t/m 9: 05-10-1968 t/m 30-11-1968 Hitnotering week 10 t/m 15: 04-10-1969 t/m 08-11-1969 | Hitnotering week 1 t/m 9: 05-10-1968 t/m 30-11-1968 Hitnotering week 10 t/m 15: 04-10-1969 t/m 08-11-1969 |
| Week | 1 | 2 | 3 | 4 | 5 | 6 | 7 | 8 | 9 | | 10 | 11 | 12 | 13 | 14 | 15 | |
| --- | --- | --- | --- | --- | --- | --- | --- | --- | --- | --- | --- | --- | --- | --- | --- | --- | --- |
| Positie                                                                                                   | 20 | 12 | 10 | 8 | 7 | 9 | 13 | 16 | 19 | uit | 24 | 20 | 13 | 10 | 18 | 21 | uit |

### NPO Radio 2 Top 2000
| Nummer met noteringen in de NPO Radio 2 Top 2000 | '99 | '00 | '01 | '02 | '03 | '04 | '05 | '06 | '07 | '08 | '09 | '10 | '11 | '12 | '13 | '14 | '15 | '16 | '17 | '18 | '19 | '20 | '21 | '22 | '23 | '24 |
| ------------------------------------------------ | --- | --- | --- | --- | --- | --- | --- | --- | --- | --- | --- | --- | --- | --- | --- | --- | --- | --- | --- | --- | --- | --- | --- | --- | --- | --- |
| Need Your Love So Bad                            | 194 | 393 | 244 | 207 | 266 | 230 | 213 | 255 | 400 | 257 | 309 | 283 | 402 | 607 | 427 | 451 | 544 | 657 | 628 | 770 | 808 | 729 | 807 | 758 | 891 | 932 |

1. ↑  Een vetgedrukt getal geeft de hoogste notering aan.

### Evergreen Top 1000
| Evergreen Top 1000 "Need Your Love So Bad - Fleetwood Mac | Evergreen Top 1000 "Need Your Love So Bad - Fleetwood Mac | Evergreen Top 1000 "Need Your Love So Bad - Fleetwood Mac | Evergreen Top 1000 "Need Your Love So Bad - Fleetwood Mac | Evergreen Top 1000 "Need Your Love So Bad - Fleetwood Mac | Evergreen Top 1000 "Need Your Love So Bad - Fleetwood Mac | Evergreen Top 1000 "Need Your Love So Bad - Fleetwood Mac | Evergreen Top 1000 "Need Your Love So Bad - Fleetwood Mac | Evergreen Top 1000 "Need Your Love So Bad - Fleetwood Mac | Evergreen Top 1000 "Need Your Love So Bad - Fleetwood Mac | Evergreen Top 1000 "Need Your Love So Bad - Fleetwood Mac | Evergreen Top 1000 "Need Your Love So Bad - Fleetwood Mac | Evergreen Top 1000 "Need Your Love So Bad - Fleetwood Mac | Evergreen Top 1000 "Need Your Love So Bad - Fleetwood Mac | Evergreen Top 1000 "Need Your Love So Bad - Fleetwood Mac | Evergreen Top 1000 "Need Your Love So Bad - Fleetwood Mac | Evergreen Top 1000 "Need Your Love So Bad - Fleetwood Mac |
| Jaar                                                      | 2008                                                      | 2009                                                      | 2010                                                      | 2011                                                      | 2012                                                      | 2013                                                      | 2014                                                      | 2015                                                      | 2016                                                      | 2017                                                      | 2018                                                      | 2019                                                      | 2020                                                      | 2021                                                      | 2022                                                      | 2023                                                      |
| --------------------------------------------------------- | --------------------------------------------------------- | --------------------------------------------------------- | --------------------------------------------------------- | --------------------------------------------------------- | --------------------------------------------------------- | --------------------------------------------------------- | --------------------------------------------------------- | --------------------------------------------------------- | --------------------------------------------------------- | --------------------------------------------------------- | --------------------------------------------------------- | --------------------------------------------------------- | --------------------------------------------------------- | --------------------------------------------------------- | --------------------------------------------------------- | --------------------------------------------------------- |
| Positie                                                   | -                                                         | -                                                         | -                                                         | -                                                         | -                                                         | 199                                                       | 164                                                       | 186                                                       | 206                                                       | 174                                                       | 158                                                       | 177                                                       | 125                                                       | 90                                                        | 138                                                       | 147                                                       |